# Lille Arden
Lille Arden er en lille landsby i Himmerland med 17 husstande. Landsbyen ligger i Astrup Sogn i Mariagerfjord Kommune og hører til Region Nordjylland. Lille Arden er tidligere bygget op omkring gårdbrug hvoraf der kun er en tilbage med drift.
Landsbyen er beliggende øst for Arden (tidligere benævnt Hesselholt), og Store Arden. Lille Arden og Store Arden er de oprindelige landsbyer i området, mens stednavnet Arden først opstår med anlæggelse af Jernbanen op gennem Jylland.
I 1682 talte Lille Arden 7 gårde med i alt 177,4 tdr land dyrket areal skyldsat til 29,22 tdr. htk. Driftsformen var græsmarksbrug med tægter.
Tidligere var der:
- 11 gårde
- 1 smed
- 1 tømrer
- 1 brugs
- 1 skole

I dag er Lille Arden igen en driftig landsby, hvor de oprindelige gårde udnyttes mere og mere til andre erhverv.